# Spider-Man: One More Day
A Spider-Man: One More Day (’Pókember: Még egy nap’) egy 2007-es képregénytörténet, melynek írója J. Michael Straczynski, társírója és rajzolója pedig Joe Quesada. A négyrészes történet a Marvel Comics párhuzamosan futó három Pókember-füzetében, az Amazing Spider-Man 544–545., a Friendly Neighborhood Spider-Man 24., és a Sensational Spider-Man 41. számában jelent meg. A One More Day utolsó részének megjelenése után a kiadó megszüntette a Sensational és a Friendly Neighborhood Spider-Man kiadványait, az Amazing Spider-Man pedig a korábbi havi megjelenésről heti képregényfüzetté lépett elő. A történet egyben Straczynski közreműködésének a végét is jelentette Pókember történeteiben, amiken 2001-től, hat és fél éven át dolgozott az Amazing Spider-Man írójaként.

## A történet cselekménye
May néni élet és halál között lebeg a Vezér bérgyilkosa által leadott lövéstől, amit New York gengszterfőnöke a Civil War (’Polgárháború’) eseményei során a titkos személyazonosságát nyilvánosságra hozó Pókembernek, Peter Parkernek szánt. Peter és felesége, Mary Jane May néni kórházi ágya mellett várják az orvost, hogy felvilágosítást adjon az idős hölgy állapotáról. Peter nagynénjének ápolását nehezíti, hogy mióta Peter is szembefordult a Szuperhős-regisztrációs törvénnyel bujkálnia kell a hatóságok elől, sem betegbiztosítása, sem pedig pénze sincs nénikéje ellátására. Az orvos minden jóakarata ellenére kénytelen közölni Peterrel, hogy nénikéje haldoklik, és hogy az orvostudomány már semmit sem tehet érte. Peter nem tudja elfogadni a tény, hogy nénikéje miatta haljon meg és elrohan, hogy pénzt szerezzen egykori társától, mostani üldözőjétől, Tony Starktól, azaz Vasembertől, a Regisztrációs-törvény legnagyobb támogatójától.